# Martin Hess
Martin Hess (nacido el 6 de febrero de 1987 en Heilbronn, en la región de Baden-Wurtemberg, Alemania) en Alemania) es un futbolista alemán que juega como delantero en el SG Bad Wimpfen.

## Clubes
| Club                   | País     | Año       |
| ---------------------- | -------- | --------- |
| VfB Stuttgart II       | Alemania | 2006-2007 |
| Eintracht Frankfurt II | Alemania | 2007-2010 |
| SV Wacker Burghausen   | Alemania | 2010      |
| Sportfreunde Lotte     | Alemania | 2011-2012 |
| Waldhof Mannheim       | Alemania | 2012-2013 |
| SV Schluchtern         | Alemania | 2013-2014 |
| Neckarsulmer SU        | Alemania | 2014-2017 |
| TSV Ilshofen           | Alemania | 2017-2018 |
| SG Bad Wimpfen         | Alemania | 2018-     |